# Liang Ji
Liang Ji (梁冀) mor el 159 i és el nom de cortesia Bozhuo (伯卓). Va ser un polític i un comandant militar de la Dinastia Han de la Xina. Va dominar el govern en la dècada del 150, juntament amb la seva germana, l'Emperadriu Liang Na. Després de la mort de la seva germana, Liang Ji va ser enderrocat en un colp d'estat per l'Emperador Huan, amb el suport de la facció dels eunucs, en el 159. El clan Liang i el clan de la seva esposa, Sun Shou (孫壽), van ser anihilats.

## Rerefons familiar i inicis de la seva carrera
Liang Ji era el fill major de Liang Shang (梁商), un oficial honest que va ser també el Marquès de Chengshi, sent el net d'un germà de la Consort Liang, la mare de l'Emperador He. La seva germana menor, Liang Na, va esdevenir la consort de l'Emperador Shun en el 128, i va ser nomenada emperadriu en el 132.
Després que Liang Na es convertís en emperadriu, l'Emperador Shun li va confiar al seu pare Liang Shang un gran poder. En el 133, Emperador Shun li oferí crear per a Liang Ji el títol de marquès, però Liang Shang humilment va declinar aquest honor en nom del seu fill. En el 135, l'Emperador Shun va fer a Liang Shang Gran Mariscal (大將軍), per sobre de la seva objecció repetida. Liang Shang n'era un home honest i de carècter tranquil, encara que mancava d'habilitat. Ell, però, va confiar en altres funcionaris capaços i honestos, i durant el seu mandat, l'escena política va ser molt més neta que anteriorment.
Va ser probablement durant aquest temps que Liang Ji es va casar amb la seva dona, Sun Shou. Ella es descriu sovint pels historiadors tradicionals com una seductora que va ser capaç d'induir a Liang a esser-li fidel sexualment (encara que d'alguna manera contradictòria, els historiadors tradicionals també descriuen els embolics heterosexuals i homosexuals fora del matrimoni de Liang Ji, entre ells un amb el seu criat Qin Gong (秦宮), que va ser descrit tenint un tipus de relació de ménage à trois tant amb Liang com amb Sun), i a ella se li adjudica el fet d'haver inventat un bon nombre d'articles de roba sexualment explícits.
En el 136, com que tant el seu pare com el seu cunyat confiaven en ell, Liang Ji va ser fet batlle de la capital Luoyang. En una ocasió, un dels assessors de confiança de Liang Shang', Lü Fang (呂放), el magistrat pel Comtat Luoyang (una de les subdivisions del municipi de Luoyang del qual Liang Ji era batlle) va advertir a Liang Shang sobre la corrupció de Liang Ji, i Liang Shang va reprendre al seu fill. Liang Ji llavors va enviar assassins a Lü i aquests el van matar, però ell pareixia estar tan trist respecte del que havia fet que va recomanar al germà de Lü, Lü Yu (呂禹), per succeir a Lü Fang i va permetre a Lü Yu d'arrestar i executar a tots els que eren sospitosos de l'assassinat, conduint a la mort de centenars de persones.

## Com Gran Mariscal sota l'Emperador Shun
En el 141, Liang Shang va morir. Liang Ji va heretar la seva marca. Més tard eixe mateix any, l'Emperador Shun el va fer Gran Marshall, succeint al seu pare, i va fer al seu germà menor Liang Buyi (梁不疑) -un home honest i humil, relatiu al seu germà- batlle de Luoyang. Com a Gran Mariscal, Liang Ji va eliminar gradualment l'oposició i va consolidar el seu poder, sovint per mitjans violents, il·legals o traïdorencs. Per exemple, el 142, a causa que va ser criticat per l'oficial de rang baix Zhang Gang (張綱), ell va fer intencionadament a Zhang el governador de la Comandància Guanglin, en aquest moment envaïda pels rebels agraris, creient que Zhang segurament seria assassinat per aquests rebels. No obstant això, Zhang va ser finalment capaç de convèncer els rebels de rendir-se, i va regir la comandància amb eficiència i honestedat.

## Com a Gran Mariscal sota els Emperadors Chong i Zhi
L'Emperador Shun va faltar el 144. El seu fill menut Liu Bing (劉炳), nascut de la Consort Yu, va esdevenir emperador (com a Emperador Chong), i l'Emperadriu Liang va esdevenir emperadriu vídua i regent.